# Samuel Griswold Goodrich
Samuel Griswold Goodrich, né le 19 août 1793 et mort le 9 mai 1860, est un auteur américain, connu sous le pseudonyme de Peter Parley.

## Biographie

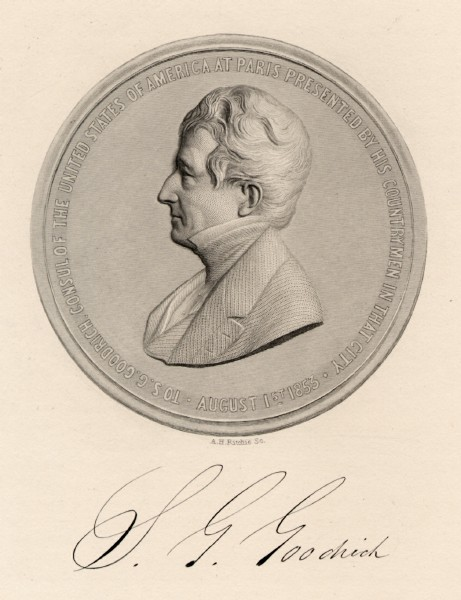
Médaille commémorative remise à Goodrich pour son travail de consul américain à Paris.

Goodrich, né à Ridgefield, Connecticut, est le fils d'un ministre de Congrégation. Largement autodidacte, il devient assistant dans un magasin de campagne à Danbury, Connecticut, qu'il quitte en 1808, puis à Hartford, Connecticut, jusqu'en 1811. De 1816 à 1822, il est libraire et éditeur à Hartford. Il visite l'Europe de 1823 à 1824 et s'installe à Boston en 1826. En 1833, il a acheté 45 acres (182 108,5389 m2)     à proximité de Roxbury et construit une maison dans ce qui est maintenant la plaine de la Jamaïque. Il y poursuit ses activités d'éditeur et, de 1828 à 1842, il publie un annuaire illustré, The Token, auquel il contribue fréquemment à la fois en prose et en vers. Une sélection de ces contributions est publiée en 1841 sous le titre Sketches from a Students Window. The Token contient également certaines des premières œuvres de Nathaniel Hawthorne, Nathaniel Parker Willis, Henry Wadsworth Longfellow et de Lydia Maria Child. En 1841, il crée le Merry's Museum, qu'il continue à éditer jusqu'en 1854[réf. nécessaire]. Goodrich est associé à son frère Charles A. Goodrich dans l'écriture de livres pour la jeunesse. Sa série, commençant en 1827 sous le nom de Peter Parley, embrasse la géographie, la biographie, l'histoire, la science et divers contes. Il n'est l'unique auteur que de quelques-uns de ces ouvrages, mais en 1857, il écrit qu'il est l'auteur et l'éditeur d'environ 170 volumes et qu'environ sept millions ont été vendus. Un écrivain anglais, George Mogridge, utilise également le nom de Peter Parley, soulevant des objections de Goodrich, qui avait l'antériorité[réf. nécessaire].

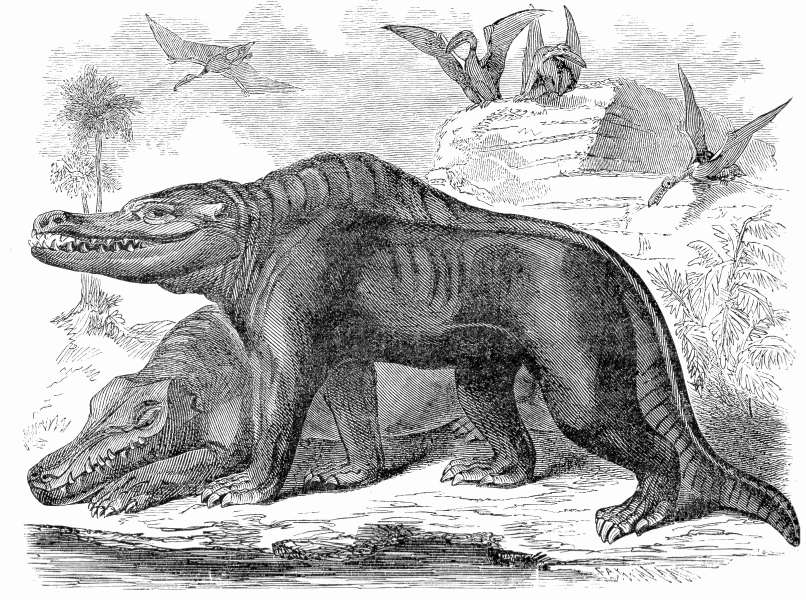
Reconstruction de Megalosaurus par Samuel Griswold Goodrich à partir de l'histoire naturelle illustrée du royaume animal..

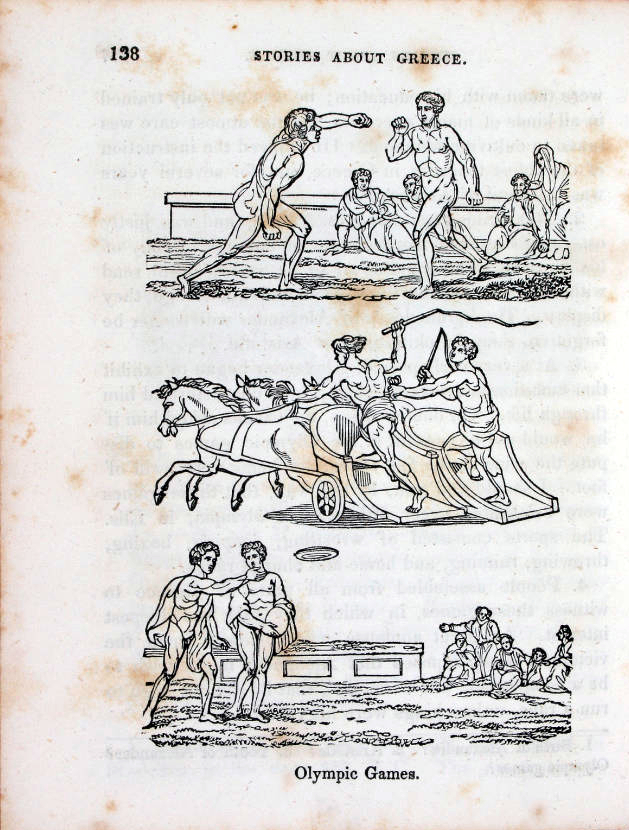
Une gravure illustrant les jeux olympiques des contes de Peter Parley sur la Grèce ancienne et moderne

En 1857, il publie Recollections of a Lifetime, qui contient une liste à la fois des œuvres dont il est l'auteur ou l'éditeur et des œuvres fallacieuses publiées sous son nom. Par ses écrits et publications, il amasse une grande fortune. Actif dans la politique whig, il est élu membre de la Chambre des représentants du Massachusetts en 1836 et du Sénat de l'État en 1837, son concurrent aux dernières élections étant Alexander Hill Everett, et en 1851-1853, il est consul à Paris, où il reste jusqu'en 1855, profitant de son séjour pour faire traduire plusieurs de ses œuvres en français. À la fin de son consulat, il reçoit une médaille commémorative.
Il retourne en Amérique et, en 1859, publie Illustrated History of the Animal Kingdom. Mort à New York, il est inhumé à Southbury, Connecticut où il a vécu pendant une courte période. Ses funérailles sont largement suivies par un vaste rassemblement de personnes Deux cents enfants de l'école du dimanche dirigent le cortège jusqu'au cimetière,. Les Archives et collections spéciales de l'Amherst College possèdent une collection de ses papiers[réf. nécessaire].

## Publication
Samuel Griswold Goodrich :
- A Pictorial History of Ancient Rome: With Sketches of the History of Modern Italy, ouvrage à destination des écoles, publié à Philadelphie en 1848 par E.H. Butler & Co[5]
- Recollections of a Lifetime: or Men and Things I Have Seen. 1857. vol.1 ; vol.2

## Héritage
- Le terrain de Goodrich à Jamaica Plain était divisé en rues résidentielles, parmi lesquelles Peter Parley Road, Parley Avenue et Parley Vale. [réf. nécessaire]
- Il y a une rue appelée Peter Parley Row à Berlin, CT, honorant vraisemblablement le lieu de naissance du Connecticut de l'auteur.
- Il y a deux rues portant son nom à Ridgefield, CT, Parley Road et Parley Lane. [réf. nécessaire]
- James Joyce mentionne le nom de Peter Parley dans son roman A Portrait of the Artist as a Young Man à la fin du chapitre I. [réf. nécessaire]
- L'école One room à Ridgefield, CT, porte le nom de Peter Parley.
- George du Maurier mentionne "Peter Parleys Natural History" dans son premier roman "Peter Ibbetson" (première partie). [réf. nécessaire]
- Emily Dickinson mentionne "Peter Parley" dans l'un de ses poèmes. [réf. nécessaire]